# Ghana Independence Act
Il Ghana Independence Act (Legge sull'indipendenza del Ghana) è una legge del Parlamento del Regno Unito che ha concesso alla Costa d'Oro un governo pienamente responsabile all'interno del Commonwealth sotto il nome di Ghana. La legge ricevette il consenso reale il 7 febbraio 1957 ed entrò in vigore il 6 marzo 1957.

## Premesse
L'indipendenza all'interno del Commonwealth britannico non avrebbe potuto essere raggiunta da un territorio dipendente come la Costa d'Oro senza una legislazione approvata a Westminster Le principali disposizioni della legge seguono da vicino lo Statuto di Westminster del 1931 e il Ceylon Independence Act del 1947. La concessione dell'indipendenza alla Costa d'Oro è stata ottenuta mediante due operazioni legislative separate, vale a dire l'approvazione della legge sull'indipendenza e l'emanazione del decreto sulla costituzione del Ghana Una questione che complicava la legislazione era che quello che sarebbe diventato il Ghana non era costituito da un'unica unità, bensì piuttosto da quattro aree distinte: la colonia della Costa d'Oro che era una colonia della corona e quindi parte dei domini di Sua Maestà; Ashanti che era anch'essa una colonia della corona e parte dei domini di Sua Maestà; i Territori Settentrionali della Costa d'Oro che erano un protettorato britannico e non facevano parte dei domini di Sua Maestà; il Togoland britannico che era un territorio fiduciario delle Nazioni Unite e non faceva parte dei domini di Sua Maestà. Per quanto riguarda i Territori Settentrionali, la legislazione pose fine agli accordi con i capi indigeni su cui si basava lo status di protettorato. Per quanto riguarda il Togoland britannico, si tenne un referendum per determinare il consenso del suo popolo all'unione con il resto di quello che sarebbe diventato il Ghana. A partire dall'entrata in vigore della legge, tutti divennero parte dei domini di Sua Maestà come un singolo dominion unificato chiamato Ghana.

## Percorso verso l'indipendenza
La legislazione sull'indipendenza cominciò a prendere forma dopo il ritorno al potere del Partito della Convenzione del Popolo alle elezioni generali della Costa d'Oro del 1954. Il partito vinse 79 seggi su 104. Il governo della Costa d'Oro espresse la speranza di raggiungere l'indipendenza entro la vita della nuova assemblea.
La disputa interna alla Costa d'Oro sulla forma costituzionale da adottare dopo l'indipendenza rimase irrisolta fino al 1956. Lo stesso anno il governo britannico dichiarò pubblicamente che, a condizione che avesse avuto il sostegno di una "maggioranza ragionevole", il Regno Unito era pronto a legiferare affinché la Costa d'Oro avesse l'indipendenza all'interno del Commonwealth. Il Segretario di Stato per le Colonie aggiunse che "la piena appartenenza al Commonwealth è, ovviamente, una questione diversa ed è una questione di consultazione tra tutti i membri esistenti del Commonwealth." Questa distinzione rifletteva l'opinione secondo cui la piena appartenenza al Commonwealth richiedeva il consenso di tutti i membri dello stesso. Alla fine, tutti i suoi membri hanno acconsentito alla piena adesione del Ghana al Commonwealth. Tale accordo fu annunciato dal primo ministro del Regno Unito il 21 febbraio 1956. Le lettere patenti che istituivano la carica di governatore generale del Ghana e le istruzioni reali al medesimo governatore generale furono emesse il 23 febbraio 1956 e divennero effettive il 6 marzo 1956. Con apposito decreto è stata fornita al Ghana la sua prima costituzione.

## Giorno dell'indipendenza
La data dell'indipendenza del 6 marzo fu scelta per il suo significato storico: il 6 marzo 1844 un gruppo di capi del Ghana aveva firmato un trattato con l'allora governatore britannico. Quel trattato, che divenne noto come il Vincolo ("the Bond"), finì per simboleggiare la sovranità del governo locale delle autorità indigene.